# Iván Melero
Pour les articles homonymes, voir Coco.
Melero  Coco est un nom espagnol. Le premier nom de famille, en général paternel, est Melero ; le second, en général maternel, souvent omis, est Coco.
Ivan Melero Coco, né le 8 avril 1983 à Ségovie, est un coureur cycliste espagnol.

## Biographie
Son père Carlos a également été coureur cycliste chez les professionnels, tout comme son frère aîné Óscar. 
Il est forcé, en avril 2011, soit quatre mois après avoir rejoint l'équipe Type 1, de mettre un terme à sa carrière à la suite de problèmes cardiaques.

## Palmarès
- 2001
  -  Champion d'Espagne sur route juniors
  - 2e de la Gipuzkoa Klasika
- 2007
  - 7e étape du Circuito Montañés
- 2010
  - 3e du Tour de la communauté de Madrid

## Classements mondiaux
| Année           | 2006 | 2007 | 2008 | 2009 | 2010 |
| --------------- | ---- | ---- | ---- | ---- | ---- |
| UCI Europe Tour | 810e | 967e | 704e |      | 312e |